# Skagerören
Skagerören is een Zweeds eiland / zandbank behorend tot de Lule-archipel. Het eiland ligt aan de oostgrens van de archipel, nabij de grens met de Kalix-archipel. Het eiland heeft geen oeververbinding en is nagenoeg onbebouwd. Het steekt ongeveer 20 meter boven de zeespiegel uit. Het eiland behoort met een viertal eilanden tot een groep rondom het “hoofdeiland” Båtöharun. De vier andere zijn: Husören, Kastören, Båtöklubben en Nätigrundet